# Almut Klotz

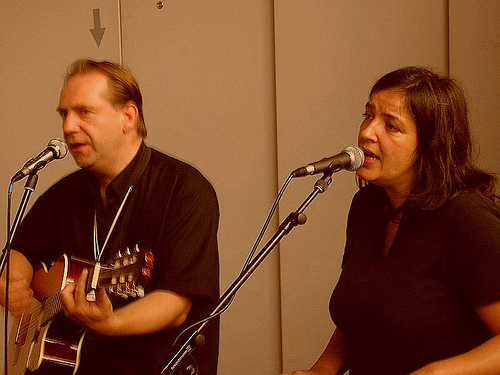
Almut Klotz und Rev. Christian Dabeler auf der Frankfurter Buchmesse 2005

Almut Klotz (* 1962 in Pforzheim; † 15. August 2013 in Hamburg), ab Mai 2013 Almut Klotz-Dabeler, war eine deutsche Musikerin und Autorin.

## Leben

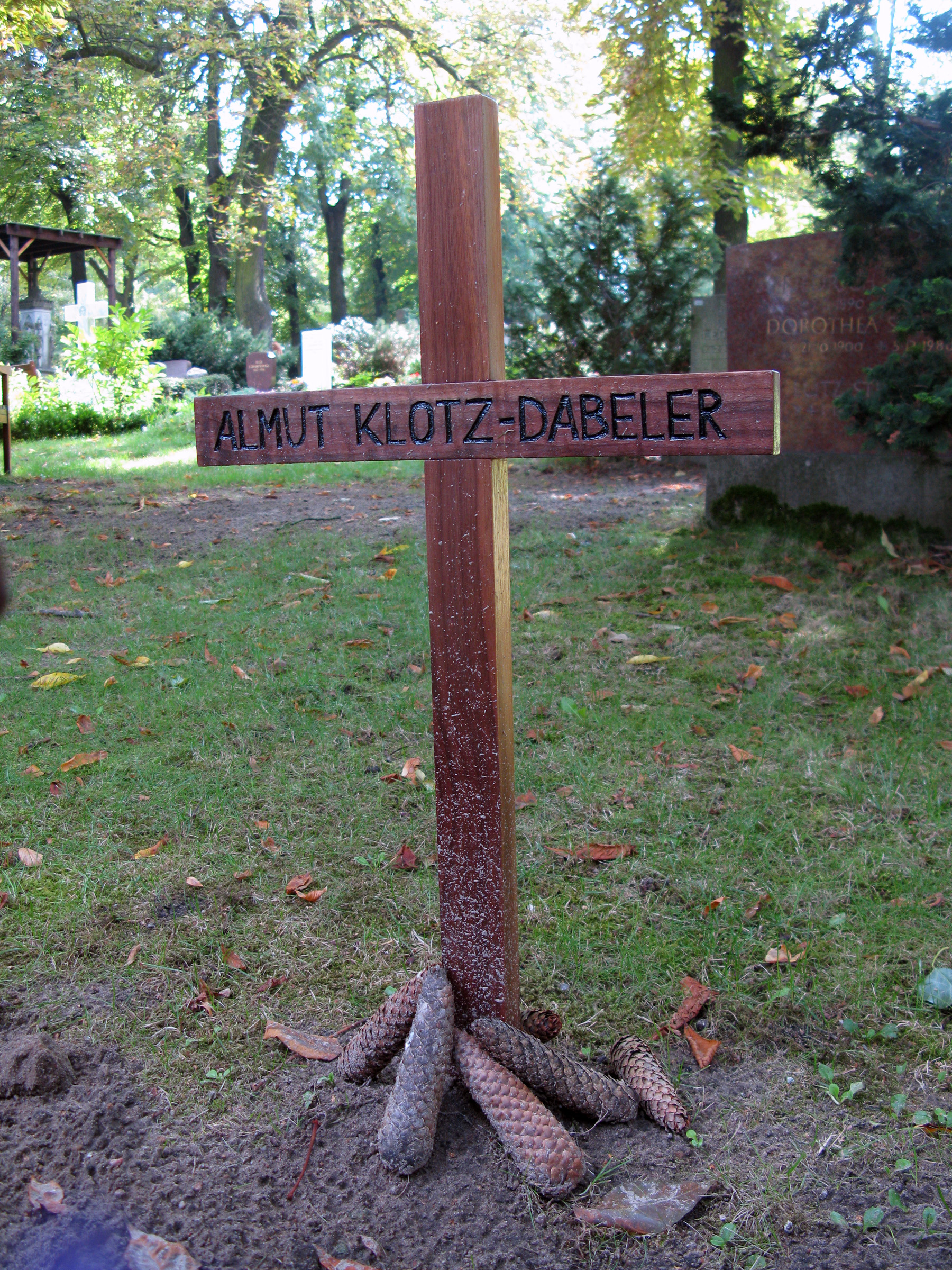
Grab von Almut Klotz

Klotz wuchs im Schwarzwald auf und zog 1985 nach Berlin-Kreuzberg. Dort bewegte sie sich im Umfeld des Fischbüros und gründete 1988 zusammen mit Christiane Rösinger und Funny van Dannen die Band Lassie Singers, die sich nach einigen Erfolgen 1998 auflöste. Im gleichen Jahr gründete sie mit Christiane Rösinger das Label Flittchen Records und zusammen mit Sandra Grether und Elmar Günther die Band Parole Trixi, die sie allerdings kurz danach wieder verließ. Zusammen mit Maximilian Hecker und Jim Avignon spielte sie für kurze Zeit in der Band Maxi unter Menschen. 2001 gründete sie den Popchor Berlin, der chorale Coverversionen bekannter Popsongs aufnahm, die mit von DJs neu arrangierten Tracks hinterlegt wurden. Sie trat zusammen mit Christian Dabeler als Popduo auf; die erste Platte erschien 2007 unter dem Namen Klotz+Dabeler.
Seit 1997 arbeitete Klotz als freie Autorin, u. a. von 2001 bis 2011 als Kolumnistin für die Berliner Zeitung. 2005 erschien in Zusammenarbeit mit ihrem Lebensgefährten Rev. Christian Dabeler ihr erster Roman Aus dem Leben des Manuel Zorn in der „Reihe Popliteratur“ des Ventil Verlags. Im Mai 2013 heiratete sie Dabeler in Hamburg. 2016 erschien aus dem Nachlass das Buch „Fotzenfenderschweine“ (betitelt nach einem Ausruf Dabelers), in dem sie ihre Liebesgeschichte mit Dabeler beschreibt. Das Buch, an dem sie bis zu ihrem Tod gearbeitet hatte, ist unabgeschlossen geblieben.
Almut Klotz starb im August 2013 an Krebs. Ihr zweites gemeinsames Album mit Reverend Dabeler, Lass die Lady rein, erschien eine Woche nach ihrem Tod. Ihr Grab befindet sich auf dem Alten St.-Matthäus-Kirchhof in Berlin. Sie hinterließ einen Sohn, Aaron.

## Bands
- Lassie Singers
- Parole Trixi
- Maxi unter Menschen
- Popchor Berlin
- Klotz+Dabeler

## Diskografie
- Lassie Singers: Die Lassie Singers helfen Dir, Sony Music/Columbia 1991
- Lassie Singers: Sei A Go Go, 1992, Sony BMG
- Lassie Singers: Stadt, Land, Verbrechen, 1995, Sony BMG
- Lassie Singers: Hotel Hotel, 1996, Sony BMG
- Lassie Singers: Rest Of, 1998, Flittchen Records
- Lassie Singers: Best Of, 1998, Flittchen Records
- Popchor Berlin: Popchor Berlin CD # 1, 2002, Flittchen Records
- Popchor Berlin: Popchor Berlin CD # 2, 2004, Flittchen Records
- Europa: Pancho Villa auf: B. Traven – Hommage an einen deutschen Anarchisten, 2003
- Klotz+Dabeler: Menschen An Sich, 2007, Zick Zack (Indigo)
- Klotz+Dabeler: Höp Höp Höp / Mylord, 2010, ZickZack
- Klotz+Dabeler: Tausendschön (Im Grunde) / Rendezvous, 2013, Staatsakt/Hanseplatte
- Almut Klotz & Reverend Dabeler: Lass die Lady rein, 2013, Staatsakt.

## Bibliographie
- Almut Klotz, Christian Dabeler: Aus dem Leben des Manuel Zorn. Hrsg.: Christian Dabeler, Felix Scheinberger. 1. Auflage. Ventil, Mainz 2005, ISBN 3-931555-92-5.
- Almut Klotz, Christian Dabeler: Tamara und Konsorten. Erzählungen. Hrsg.: Christian Dabeler. 1. Auflage. Ventil-Verlag, Mainz 2008, ISBN 978-3-931555-68-9, S. 140.
  - Almut Klotz, Christian Dabeler: Tamara und Konsorten. Erzählungen. Hrsg.: Christian Dabeler. Verbrecher Verlag, Berlin 2023, ISBN 978-3-95732-550-1, S. 198. – erweiterte Neuauflage[7]
- Almut Klotz: Fotzenfenderschweine. Hrsg.: Aaron Klotz, Rev Christian Dabeler. Erste Auflage. Verbrecher Verlag, Berlin 2016, ISBN 978-3-95732-165-7.

### Beiträge in
- Jim Avignon: Welt und Wissen. 1. Auflage. 1: Bilder und Geschichten. Verbrecher Verl., Berlin 2003, ISBN 3-935843-16-X.
- Jörg Sundermeier, Sarah Diehl, Werner Labisch (Hrsg.): Mittebuch. 1. Auflage. Verbrecher-Verl., Berlin 2003, ISBN 3-935843-10-0.